# PalaSharp
Il PalaSharp è stato un palazzetto dello sport nel quartiere milanese di Lampugnano, con una capienza massima di 10 045 spettatori, in uso dal 1986 al 2011. All'apertura era chiamato PalaTrussardi, poi seguirono le denominazioni PalaVobis, PalaTucker e Mazda Palace fino all'ultima, PalaSharp.
Venne inaugurato con un concerto di Frank Sinatra ed ospitò in seguito alcuni degli eventi italiani più simbolici della storia del Rock e dell' Heavy metal tra cui i concerti di Neil Young, Nirvana, Ramones, David Bowie, Slayer e Metallica.
Tra i cantanti italiani più noti che si sono esibiti al PalaSharp rientrano Tiziano Ferro, Roberto Vecchioni, Baustelle e Giorgia che, nel dicembre 2004, ha registrato Ladra di vento live 03/04.

## Storia
Si trattava di una tensostruttura allestita in pochi mesi nel 1986 dalla famiglia Togni (il ramo di Wioris e del figlio Divier), dopo il crollo del palasport di San Siro a causa di un'eccezionale nevicata. Quello stesso anno, il palasport avrebbe dovuto ospitare alcuni concerti importanti, come le prime esibizioni di U2 e Sting solista in Italia; le date dovettero essere spostate nel rudimentale Palatenda di Lampugnano, che era in grado di ospitare a malapena metà dei possessori dei biglietti. 
La nuova struttura fu inaugurata il 26 settembre 1986 con un concerto di Frank Sinatra. Primo sponsor fu lo stilista Nicola Trussardi, da cui il nome di PalaTrussardi.

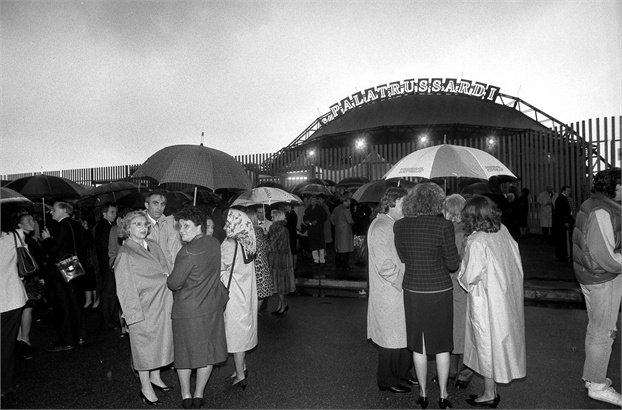
L'esterno del PalaTrussardi nei primissimi anni '70

Per circa un decennio fu il palazzetto dell'Olimpia Milano, prima che la squadra si trasferisse al Forum di Assago.
Costruito in pratica di abuso edilizio, fu a lungo a rischio di demolizione. La prossimità a un convento ha causato molteplici problemi con le monache ivi residenti, a causa degli show prolungati o del volume eccessivo. 
Nel corso degli anni, il PalaSharp ha ospitato un gran numero di eventi. Dentro la struttura si sono svolti concerti di numerosi artisti della scena italiana e internazionale. È stata anche la sede di eventi di natura politica, nonché di ritrovi religiosi, show televisivi (solitamente di natura musicale o sportiva); molto ricordati sono, inoltre e soprattutto, stati gli incontri di wrestling organizzati in occasione dei numerosi tour della WWF fra gli anni '80 e '90.
Nel 1996 la denominazione dell'impianto cambiò, sempre per motivi di sponsorizzazione, da PalaTrussardi a PalaVobis per via dell'accordo con Vobis, catena commerciale del settore informatico. 
Il 23 febbraio 2002 fu sede della "Giornata della Legalità" - organizzata dalla rivista Micromega e dal partito Italia dei Valori, a 10 anni dall'inizio dell'indagine giudiziaria milanese "Mani Pulite", in difesa della magistratura attaccata dal governo Berlusconi dell'epoca - che ebbe un clamoroso successo, con oltre 40 mila persone accorse da tutta Italia.
Sempre nel 2002 la struttura assunse invece il nome non ufficiale di PalaTucker, in seguito all'accordo con la società Tucker, la quale pubblicizzava dispositivi per eliminare l'inquinamento delle caldaie e risparmiare sulla bolletta del gas. Tuttavia, dopo soli tre mesi, in seguito ad alcuni servizi di Striscia la notizia, il suo fondatore Mirco Eusebi venne arrestato per associazione a delinquere finalizzata alla truffa e alla violenza privata; a quel punto, lo sponsor venne abbandonato e la struttura, per un certo periodo, si chiamò solamente Pala.
Il 30 aprile 2011, dopo 26 anni, la tensostruttura del PalaSharp ha smesso la sua attività perché il Comune ha sfrattato il vecchio gestore. L'edificio è stato poi abbandonato al degrado.
L'area dell'ex Palasharp era tra le possibili scelte per la costruzione di una nuova moschea. Il Comune ha lanciato il progetto attraverso un bando vinto dalle Associazioni islamiche milanesi, ma per questioni burocratiche e politiche il progetto non ha mai visto la luce. Nel frattempo, nell'ottobre 2011 il comune aveva predisposto un tendone temporaneo nello spazio antistante la struttura, adibito a luogo di preghiera del venerdì per la comunità musulmana milanese. Negli altri giorni era utilizzato per far dormire gli stranieri e i senzatetto che vogliono ripararsi dal freddo.
In attesa della demolizione, le strutture interne sono state smantellate e gli ingressi messi in sicurezza per impedirne il bivacco all'interno. L'area era passata poi sotto la responsabilità del demanio comunale, e gli abitanti del quartiere ne richiedevano la bonifica e un progetto di rilancio.
Il recupero e conversione della struttura in un palazzetto del ghiaccio era stata ipotizzata nella candidatura di Milano e Cortina d'Ampezzo per ospitare i XXV Giochi olimpici invernali nel 2026, e nel dossier di candidatura era specificato che l'impianto (con il nome di Milano Hockey Arena) avrebbe ospitato alcuni incontri dei tornei maschile e femminile di hockey su ghiaccio, ma nonostante l'assegnazione dei Giochi alle due città, in funzione degli elevati costi di riqualificazione dell'impianto (passati dai 13349100 € preventivati a oltre 46000000 €), nel 2023 fu deciso dal CIO e dal comitato organizzatore di spostare gli eventi del "nuovo" PalaSharp alla Fieramilano di Rho, nella temporanea Milano Ice Park; sono state avanzate anche altre proposte di nuove destinazioni nell'ambito della riqualificazione dell'adiacente autostazione di Lampugnano.

## Il concerto di Neil Young del 1987
In particolare, il concerto-evento di Neil Young ad ingresso gratuito del 5 maggio 1987 è rimasto nella memoria collettiva non solo per la sua portata artistica memorabile ma anche per gli strascichi politici e giudiziari che ne scaturirono. L'esibizione del grande cantautore canadese doveva rappresentare idealmente un regalo del Comune di Milano alla cittadinanza, tuttavia la perfetta serata musicale che si svolse all'interno dell'allora Palatrussardi venne macchiata irrimediabilmente da quello che accadde all'esterno. 
Gli organizzatori si attendevano, e probabilmente speravano, di riempire il Palatrussardi senza grossi problemi ma non avevano minimamente previsto che il richiamo di un grande personaggio già iconico della storia della musica in abbinamento all'ingresso libero avrebbe portato all'evento migliaia di persone in più rispetto alla massima capienza possibile.  
A struttura ormai piena all'inverosimile le forze dell'ordine presenti in non grande numero sbarrarono l'ingresso per motivi di sicurezza e impedirono l'accesso alle diverse migliaia di spettatori rimasti. Parte di questi, esasperati dall'attesa e infuriati per la decisione improvvisa, caricarono gli agenti cercando di sfondare i cancelli ed entrare ugualmente. La reazione violenta della polizia non fece altro che inferocire ulteriormente la folla arrivata da ogni luogo che costrinse gli agenti e i rinforzi arrivati nel frattempo a sparare numerosi lacrimogeni i quali attraverso le feritoie della struttura penetrarono in misura inferiore anche all'interno del Palazzetto. 
Lo stesso Neil Young visibilmente irritato, costretto a ripararsi le vie aeree e ad asciugarsi ripetutamente gli occhi, preoccupato e ignaro di cosa stesse accadendo esattamente all'esterno come tutto il pubblico presente, protestò a gran voce ma continuò in qualche modo la sua esibizione. Dopo scene di guerriglia urbana che si protrassero per tutta la prima parte del concerto la folla all'esterno venne in qualche modo dispersa e non riuscì a penetrare all'interno ma gli scontri si conclusero con un bilancio di numerosi feriti tra agenti di polizia e civili, molti intossicati dai lacrimogeni e alcuni cittadini arrestati e caricati sulle camionette della polizia. 
L'imbarazzante vicenda portò a severe critiche nei confronti dell'amministrazione comunale per la palese negligenza dimostrata nell'organizzazione dell'evento ed ebbe ripercussioni politiche, inoltre ci furono denunce e strascichi processuali nei confronti dei cittadini fermati dalle forze dell'ordine e la vicenda ebbe una larga eco a livello nazionale sulle principali testate giornalistiche dell'epoca. L'intero concerto venne filmato da una troupe della RAI che ne trasmise una selezione in seconda serata sulla TV nazionale. Il filmato integrale dell'esibizione, con qualche piccolo taglio durante le pause, è oggi disponibile su YouTube.